# Dabaidi (sockenhuvudort i Kina, Jiangxi Sheng, lat 26,10, long 116,04)
Dabaidi är en sockenhuvudort i Kina. Den ligger i provinsen Jiangxi, i den sydöstra delen av landet, omkring 290 kilometer söder om provinshuvudstaden Nanchang. Antalet invånare är 9 716. Befolkningen består av 4 999 kvinnor och 4 717 män. Barn under 15 år utgör 22,0 %, vuxna 15-64 år 67 %, och äldre över 65 år 10,0 %.
Runt Dabaidi är det ganska tätbefolkat, med 230 invånare per kvadratkilometer. Närmaste större samhälle är Rentian, 14,8 km sydost om Dabaidi. I omgivningarna runt Dabaidi växer i huvudsak blandskog.
Genomsnittlig årsnederbörd är 2 191 millimeter. Den regnigaste månaden är maj, med i genomsnitt 351 mm nederbörd, och den torraste är oktober, med 24 mm nederbörd.